# Loboparius joannae
Loboparius joannae är en skalbaggsart som beskrevs av Dellacasa 1982. Loboparius joannae ingår i släktet Loboparius och familjen Aphodiidae. Inga underarter finns listade i Catalogue of Life.